# جون نيلسون (لاعب كرة قدم بريطاني)
جون نيلسون (بالإنجليزية: John Neilson)‏ هو لاعب كرة قدم بريطاني (وحمل سابقاً جنسية المملكة المتحدة لبريطانيا العظمى وأيرلندا) في مركز مهاجم داخلي، ولد في 2 أغسطس 1921 في هميلتون في المملكة المتحدة، وتوفي في 1988. لعب مع برادفورد سيتي وكوين أوف ساوث ونادي أبردين ونادي بيليمينا يونايتد ونادي ريكسهام ونادي كروسيدرز ونادي كلايد ونادي اربوراث.

## وصلات خارجية
- جون نيلسون على موقع قاعدة بيانات كرة القدم.إي يو (الإنجليزية)